# Frédéric Boutet
Pour les articles homonymes, voir Boutet.
Frédéric Boutet, né le 5 novembre 1874 à Bourges et mort le 31 janvier 1941 à Arcachon, est un nouvelliste et romancier français.

## Biographie
Frédéric Boutet est le fils de Thomas Charles Boutet, concepteur en 1870 d'un projet de pont suspendu sur la Manche qui lui acquit une certaine notoriété à la fin du Second Empire,.
Sa famille s'installe bientôt à Auteuil. De brillantes études au lycée Janson-de-Sailly lui permettent de rencontrer et fréquenter les jeunes Émile Buré, Franc-Nohain et Oscar Venceslas de Lubicz Milosz. Devenue veuve, sa mère déménage à Paris, et le jeune homme découvre les cafés littéraires (Le Procope, Le Napolitain, Le Calisaya où il rencontre Oscar Wilde), ainsi que les milieux symbolistes, spirites et décadents.

### L'auteur décadent
À vingt-quatre ans, en 1898, il se lance lui-même dans la littérature en publiant à compte d'auteur, chez l'éditeur occultiste Chamuel, un recueil de contes fantastiques de facture décadente : Contes dans la nuit. Ce premier essai sera bientôt suivi de deux autres chez le même éditeur : Drames baroques et mélancoliques (1899) et Les Victimes grimacent (1900), recueils constitués d'histoires dialoguées, grotesques et décadentes, dont certaines annoncent le surréalisme. Cette première période littéraire d'inspiration décadente prendra fin avec la production de deux courts romans publiés en un seul volume en 1902 chez Félix Juven : L’Homme sauvage et Julius Pingouin.
Ces débuts littéraires sont favorablement accueillis, et certains critiques n'hésitent pas à le comparer à Edgar Allan Poe.

### L'auteur de contes et de chroniques
Frédéric Boutet entre en décembre 1903 au Français, édition du soir du journal Le Matin de Maurice Bunau-Varilla. Il collabore par la suite à plusieurs grands quotidiens et hebdomadaires (L'Écho de Paris, L'Éclair, Le Petit Journal…) et publie près d'un millier de contes et de chroniques, ainsi qu'un certain nombre de romans d'un style élégant et raffiné, où il fait preuve d'une grande imagination, de davantage de réalisme, et de justesse dans l'analyse psychologique.
En 1908, la Société générale d'éditions de Paris lui permet de rassembler dans un recueil dix-huit de ses contes, précédemment parus au Français pour la plupart d'entre eux. D'inspiration fantastique proche de celle d'Hoffmann et de Poe, ils seront publiés sous le titre ambigu d’Histoires vraisemblables. On y décèle les influences conjuguées d'Edgar Poe, Jean Lorrain, Alfred Jarry, Henri de Régnier ou encore Oscar Wilde.
En 1929, la Société des gens de lettres lui décerne le prix du président de la République pour l'ensemble de son œuvre.
Frédéric Boutet a épousé en secondes noces Lucienne Million-Drisx, fille d'un premier mariage de la femme de Gustave Kahn.
Grand amateur d'occultisme tout au long de sa vie, il contribue également à faire paraître, quelques années avant son décès, un célèbre Dictionnaire des sciences occultes qui est publié sous sa direction en 1937.
Réfugié à Arcachon au début de la Seconde Guerre mondiale, il y meurt le 31 janvier 1941.

## Œuvres

### Recueils de contes et de nouvelles
- Contes dans la nuit, Chamuel, Paris, 1898, 267 p. (signé « Frédéric-Charles Boutet »).
- Drames baroques et mélancoliques, Chamuel, Paris, 1899, 436 p.
- Les Victimes grimacent, Chamuel, Paris, 1900, 323 p.
- Histoires vraisemblables, Société Générale d’Éditions, Paris, 1908, 317 p.
- Aventures sombres et pittoresques, Ferenczi & fils, Paris, 1921, 120 p.; couverture illustrée de R. Courtois.
- Le Spectre de M. Imberger, Flammarion, Paris, 1922, 279 p.
- La Scène tournante, Gallimard, Paris, 1926, 223 p.

### Romans
- L’Homme sauvage et Julius Pingouin, Félix Juven, Paris, 1902, 280 p. [recueil de deux courts romans]. — Réédition : L'Homme sauvage, L'Eveilleur, Bordeaux, 2020, 112 p., préface Claude Deméocq
- Le Reflet de Claude Mercœur, Flammarion, Paris, 1921, 283 p. [recueil contenant un court roman et quatre nouvelles].
- L'Île de noce ou les sept nuits de Valentine, Fayard & Cie, Paris, 1925, 252 p.
- Les Aventuriers du mystère : Tableau de l'Au-delà, Gallimard, coll. « Les Documents bleus » no 36, Paris, 1927, 223 p.
- La Peau d'orange, Librairie des Champs-Élysées, Paris, 1935, 253 p.

### Articles et essais
- « Une affaire criminelle au XVIIe siècle », in Œuvres libres no 110, août 1930, p. 103-150.
- Dictionnaire des sciences occultes, suivi d’un Dictionnaire des songes, Librairie des Champs-Élysées, Paris, 1937, 416 p. [étude sur le spiritisme et l’occultisme, publiée sous la direction de Frédéric Boutet].